# 魯薩尼夫卡

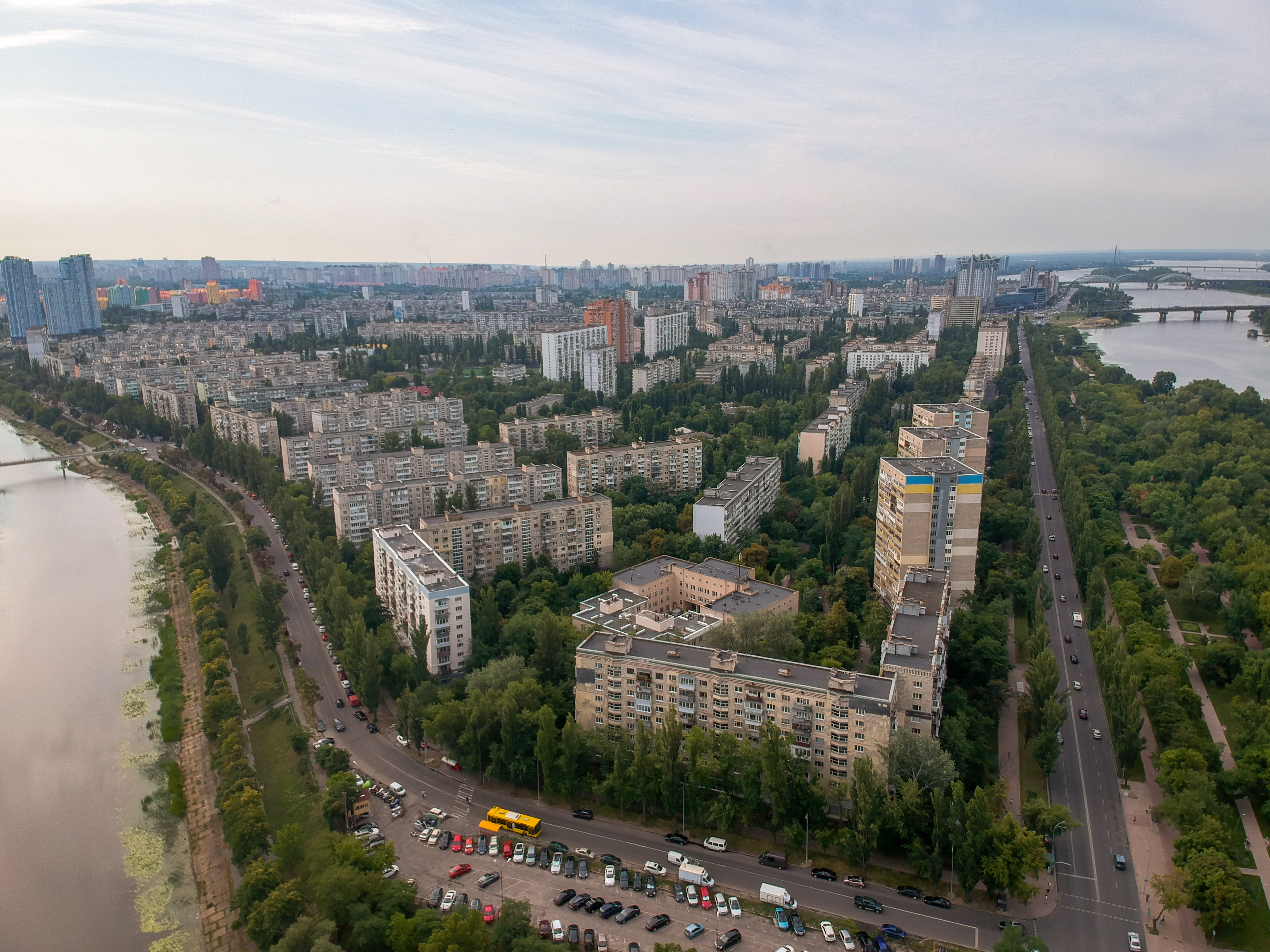
鲁薩尼夫卡

鲁薩尼夫卡（羅馬化：Rusanivka）是一個人造島嶼和社區，周圍環繞著鲁薩尼夫卡運河。該運河是第聶伯河的人工支流。河流和運河使這個街區像一座島嶼。該島位於烏克蘭首都基輔左岸。周圍環繞著 Hidropark、Darnytsia、Berezniaky 和 Livoberezhnyi Masyv 等街區。